# Nyttofunktion
Nyttofunktion, ett centralt begrepp inom nationalekonomi och företagsekonomi. Nyttofunktionen beskriver en konsuments nytta i förhållande till olika konsumtionsnivåer. Inom mikroekonomin så skapas ekonomiska modeller bestående av konsumenter och producenter. Konsumenten moduleras i dessa modeller oftast som en nyttomaximerare. Därigenom blir nyttofunktionen central i beskrivandet av konsumenten i dessa modeller.
Nyttofunktionen antas vara strängt växande, vilket innebär att varje ytterligare konsumerad enhet innebär nytta för konsumenten.
Nyttofunktionens andraderivata antas vara negativ, vilket innebär att ytterligare en konsumerad enhet inte innebär lika stor nytta som den tidigare. Detta är det samma som att säga att konsumenten är riskavert.
Modeller med både positiv och negativ andraderivata inom olika områden är fullt möjligt och användbart vid förklaring av eller modulering av konsumenter som försäkrar sig och samtidigt deltar i lotterier.